# سوزان جي. كول
سوزان جي. كول هي كاتِبة كندية، ولدت في 9 فبراير 1952 في تورونتو في كندا.